# Coleophora halocnemi
Coleophora halocnemi é uma espécie de mariposa do gênero Coleophora pertencente à família Coleophoridae.